# Icera
Icera Inc. — британська транснаціональна компанія з виробництва безфабричних напівпровідників зі штаб-квартирою в Бристолі, Велика Британія. Компанія розробила чипсети програмних модемів для ринку мобільних пристроїв, включаючи карти пам'яті для мобільного широкосмугового зв’язку, USB-накопичувачі та вбудовані модеми для смартфонів, ноутбуків, нетбуків, планшетів, електронних книг та інших мобільних пристроїв.
Icera має науково-дослідні центри в Китаї, Франції, Сполученому Королівстві та Сполучених Штатах, а також інженерні та торгові офіси клієнтів у Китаї, Японії, Кореї, Тайвані, Сполучених Штатах та Європі. 

## Історія
Icera була заснована в квітні 2002 року Стеном Боландом, Стівом Оллпресом, Саймоном Ноулзом і Найджелом Туном. У компанії працює команда, яка займається розробкою  процесорів, бездротових алгоритмів, проєктуванням CMOS RF та підтримкою клієнтів. У січні 2003 року Icera завершила раунд серії А на суму 10 мільйонів доларів від інвестора. Пізніше в цьому році Icera урочисто відкрила два офіси в Брістолі, Велика Британія, і в Японії. У липні 2004 року Icera завершила ще один раунд фінансування серії B на 32,5 мільйона доларів, а пізніше того ж року отримала ліцензію на стек протоколів TTPCom 2G/3G. У січні 2005 року було відкрито представництво Sophia Antipolis у Франції. У вересні 2005 року перші чипи Icera 90 nm Livanto ICE8020 були відібрані Seiko Instruments Inc для розробки продукту для Vodafone KK. У березні 2006 року компанія завершила свій третій раунд фінансування, залучивши 60 мільйонів доларів Серії С. Icera запустила свою платформу Espresso 200 у 2006 році, і відкрила два нових офіси в Остіні, штат Техас, і в Кембриджі, Велика Британія.
У червні 2007 року компанія Icera оголосила, що її чипсет Livanto працює на картці даних SoftBank Mobile HSDPA, завдяки чому її рішення Adaptive Wireless™ забезпечує найефективнішу широкосмугову стільникову систему Японії.  Icera придбала Sirific Wireless у травні 2008 року, додавши CMOS RF до свого портфоліо.  У тому ж місяці компанія почала відвантажувати свої 65 нм чипи базової смуги Livanto ICE8040. Наприкінці того ж року компанія урочисто відкрила свій китайський офіс у Шанхаї та оголосила про загальну суму 70 мільйонів доларів фінансування Series CC, включаючи венчурний борг.
У червні 2009 року Icera оголосила, що її платформа підтримується MID на основі Nvidia Tegra. Наприкінці червня 2009 року Option разом із TeliaSonera у Швеції випустила новий USB-модем iCON 505 HSPA, який працює на базі чипсета Icera Livanto.  У грудні 2009 року Icera оголосила, що її чипсет Livanto живить Sierra Wireless AirCard USB 305.  У квітні 2010 року компанія Icera оголосила, що її чипсет Livanto живить USB-модем від мобільних телефонів LG, які разом з AT&T випустили в Сполучених Штатах: AT&T USBConnect Turbo. У травні 2010 року було оголошено, що чипсет Icera Livanto та технологія IceClear, використовуються в USB-накопичувачі Vodafone K3805-Z, підвищуючи надійність мобільного широкосмугового зв’язку та швидкість з’єднання для клієнтів Vodafone . Vodafone K3805-Z є першим у світі USB-модемом, який використовує технологію Icera IceClear, що розпізнає радіоперешкоди. У травні 2010 року Icera надала ще 45 мільйонів доларів у вигляді фінансування Series DD. На сьогодні Icera зібрала 258 мільйонів доларів венчурних інвестицій. У серпні 2010 року Icera оголосила про відкриття свого другого центру підтримки клієнтів у Сіані, Китай. 
9 травня 2011 року було оголошено, що Nvidia Corporation погодилася придбати Icera за 435,7 мільйона доларів готівкою.   
5 травня 2015 року корпорація Nvidia оголосила, що Icera згортає діяльність. 

## Продукти
- Набори мікросхем Livanto - набори мікросхем для мобільних широкосмугових стільникових модемних пристроїв. Livanto — перший у світі бездротовий програмний модем. [11]
- Мікросхеми базової смуги
  - ICE8060 (вибірка у другому півріччі 2010 р.)
  - ICE8042 (до 21 Мбіт/с)
  - ICE8040 (до 21 Мбіт/с)
  - ICE8020 (до 3.6 Мбіт/с)
- Радіочипи
  - ICE9225 (вибірка у другому півріччі 2010 р.)
  - ICE8260 (2G/3G/4G)
  - ICE8215 (2G/3G)
- Мікросхеми керування живленням
  - ICE8145 (пакет BGA або CSP на рівні пластини)
- Espresso Reference Platforms – зразкові платформи для мобільних широкосмугових пристроїв передачі даних і смартфонів нового покоління
  - Платформа даних Espresso 400 (вибірка у другому півріччі 2010 р.)
  - Платформа даних Espresso 302
  - Платформа даних Espresso 300
  - Платформа даних Espresso 200

## Технології
- Adaptive Wireless - адаптивний бездротовий зв'язок працює з програмною основною смугою Icera Livanto. Технологія адаптивного бездротового зв’язку забезпечує значну перевагу пропускної здатності для передачі даних HSPA та дозволяє виробникам пристроїв розробляти кілька продуктів із різними рівнями продуктивності на одній платформі.
- DXP (Deep eXecution Processor) — DXP — це процесор нового класу, який працює на наднизьких рівнях енергоспоживання, необхідних у мобільних додатках.
- Advanced CMOS RF – Icera випустила перший у світі однокристальний CMOS RF-трансивер HEDGE із Rx Diversity. Ця технологія оптимізує продуктивність.
- IceClear - IceClear була запущена компанією Icera в січні 2010 року. Це перша в світі технологія з урахуванням радіоперешкод, яка забезпечує потрійну швидкість передачі даних користувача та ефективність мережі стільникового зв’язку. IceClear увійшов до короткого списку GSM Association 2010 Global Mobile Award у категорії «Найкращий прорив мобільних технологій». [12]

SoC Tegra 4i від Nvidia впроваджує процесор Icera i500 LTE/HSPA+.

## Нагороди
Згідно з різними джерелами та вебсайтом Icera, протягом багатьох років компанія отримувала різні нагороди в кількох категоріях, які відзначали її можливості та технологічні інновації.    

## зовнішні посилання
- Офіційний веб-сайт